# Dennis Lind

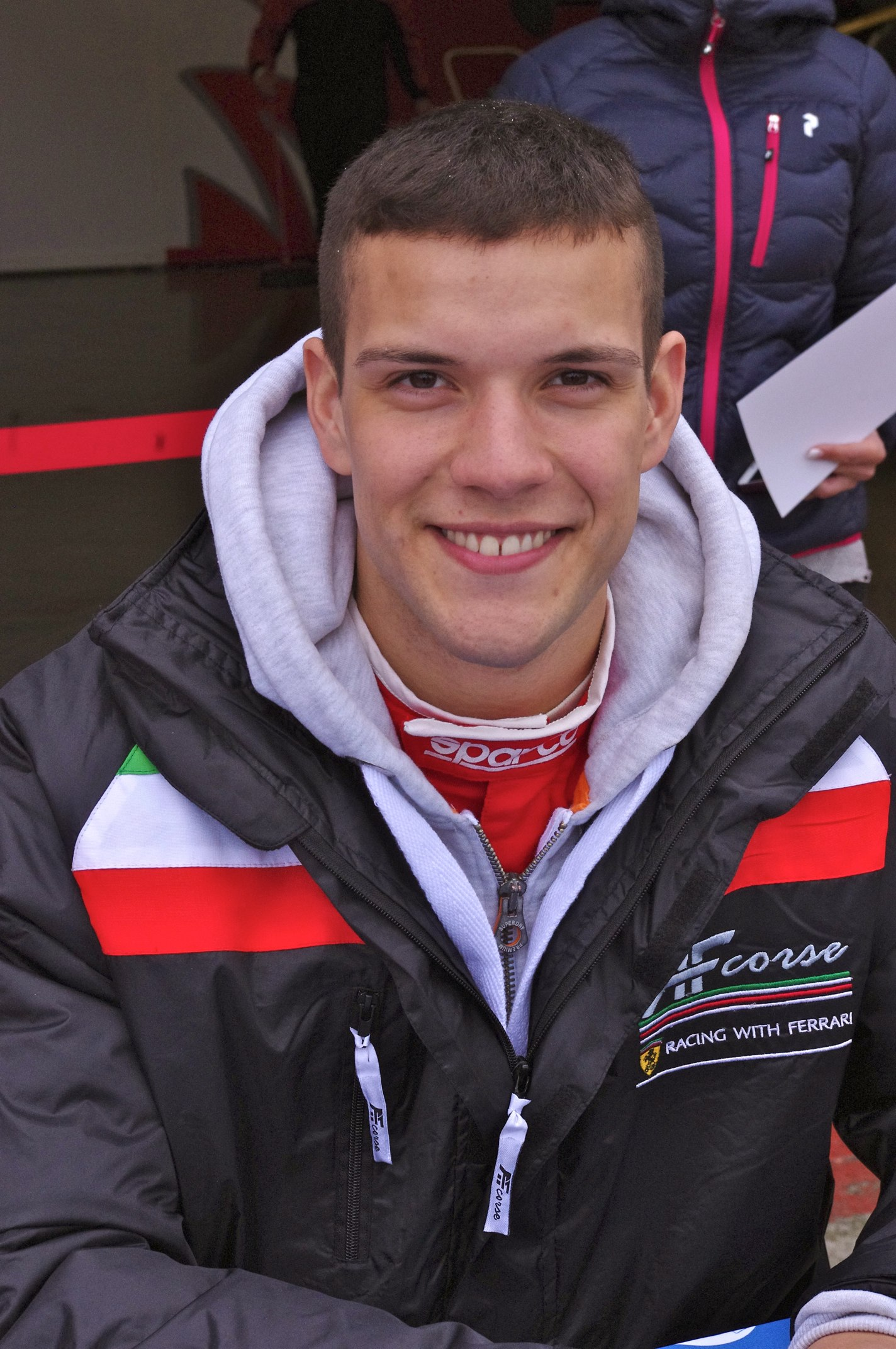
Dennis Lind 2014

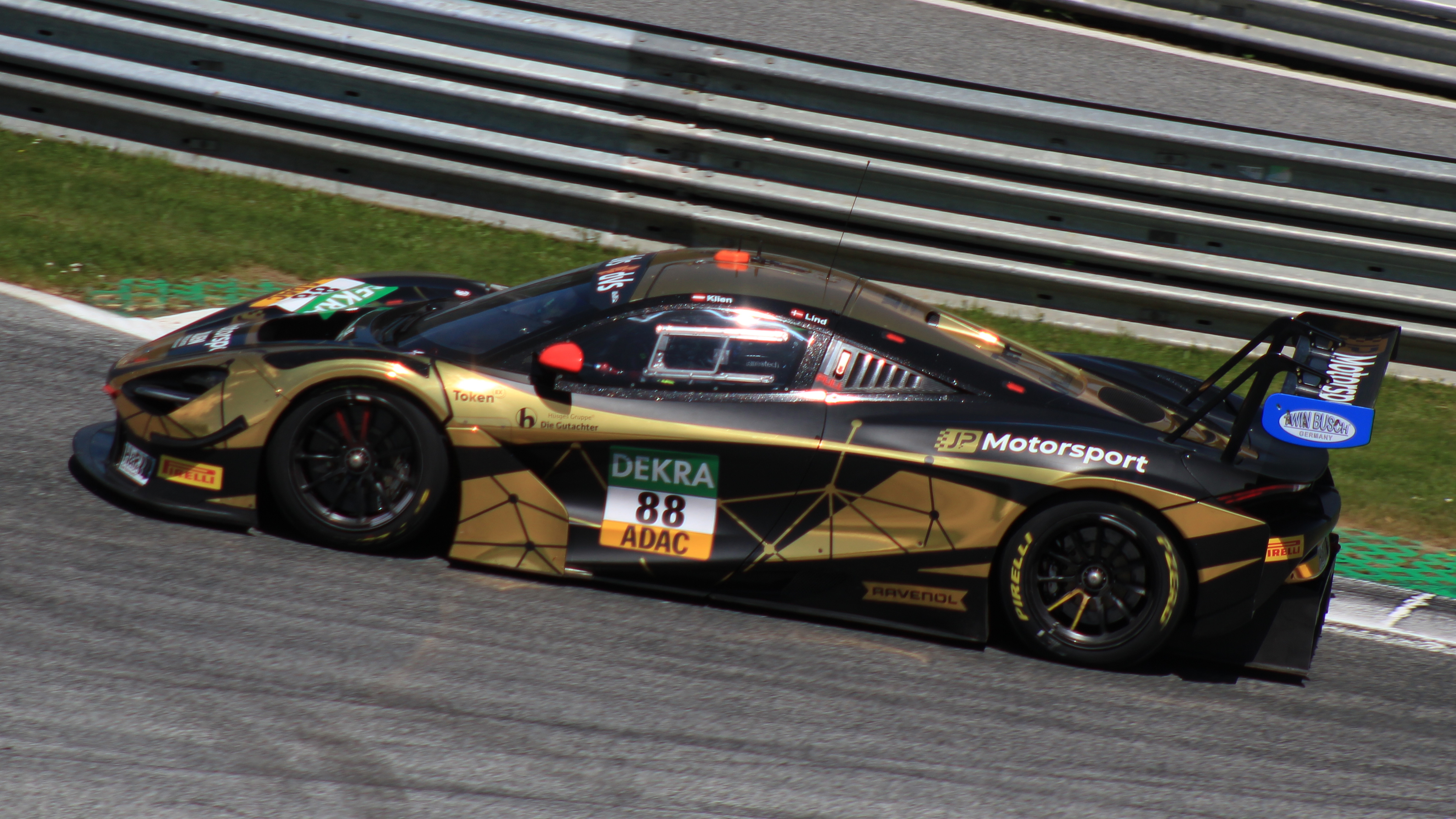
Dennis Lind 2022 bei der ADAC GT Masters auf dem Red Bull Ring

Dennis Marcel Galindo Lind (* 3. Februar 1993 in Roskilde) ist ein dänischer Automobilrennfahrer.

## Karriere

### Kart- und Formelsport
Dennis Lind fing im Kartsport seine Motorsportkarriere an. Von 2005 bis 2007 startete er in verschiedenen nationalen und internationalen Wettbewerben und erreichte 2006 mit dem 7. Platz in der ICA-Junior-Wertung der NEZ-Kartmeisterschaft seine beste Gesamtplatzierung.
2008 wechselte er in den Formelsport. Von 2008 bis 2010 ging er in verschiedenen nationalen und internationalen Formel-Ford-Rennserien an den Start. In der Formel Ford NEZ gewann er 2008 die Meisterschaft. In der Formel Ford Dänemark wurde er 2008 Vizemeister und ein Jahr später gewann er den Meistertitel. Beim britischen Formel Ford Festival gewann er 2010 den Titel. 2021 trat er noch einmal zum 50. Jubiläum des Formel Ford Festival an und wurde Neunter in der Gesamtwertung.
2011 fuhr Lind eine halbe Saison in der ADAC Formel Masters und erreichte den zehnten Gesamtplatz. Im ATS Formel-3-Cup trat er in dem Jahr an einem Rennwochenende an. Parallel startete er im Peugeot Spider Cup Dänemark und wurde Achter im Gesamtklassement.

### GT-Motorsport
Von 2012 bis 2015 und noch einmal 2018 fuhr Lind in der Dänischen Thundersport Meisterschaft. 2013 gewann er auf einem Chevrolet Camaro den Meistertitel und 2015 wurde er mit einem Ford Mustang Vizemeister.
2012 startete er zusätzlich im Camaro Cup Schweden und in der Nordic Camaro U.S. Race. 2014 trat er in der NEZ Thunder Meisterschaft mit einem Chevrolet Camaro an und belegte den siebten Gesamtplatz.
In der European Le Mans Series bestritt er 2014 für das Team AF Corse mit einem Ferrari 458 Italia GT3 ein Rennen in der GTC-Klasse.
Von 2016 bis 2018 fuhr er in den beiden Lamborghini Super Trofeo-Markenpokalen Europe und Word final. Dort gewann der 2016 in beiden Wettbewerben in der Pro-Wertung den Fahrertitel. 2018 wurde er in der Pro-Am-Wertung der Word final Dritter. 2019 startete Lind in der Pro-Am-Klasse in der Lamborghini Super Trofeo North America und belegte zum Saisonende den siebten Platz.
2017 und von 2019 bis 2022 trat er in der Blancpain GT Series Endurance Cup bzw. in der nachfolgenden GT World Challenge Europe Endurance Cup für verschiedene Teams an. Seine beste Gesamtplatzierung in dieser Serie erzielte er 2019 mit einem fünften Rang in der Pro-Wertung in einem Lamborghini Huracán GT3.
In der Saison 2018 startete er für das FFF Racing Team by ACM mit einem Lamborghini Huracán GT3 in der GT3-Wertung der Blancpain GT Series Asia und gewann den Meistertitel.
Von 2019 bis 2021 fuhr er in der Intercontinental GT Challenge. In seiner letzten Saison in der Serie erzielte er für das W Racing Team mit einem Audi R8 LMS GT3 den 13. Gesamtplatz. Im selben Zeitraum ging er in der Britischen GT-Meisterschaft mit einem Lamborghini Huracán GT3 Evo an den Start. 2021 gewann er mit dem Team Barwell Motorsport die Meisterschaft.
2021 und 2022 trat Lind in der ADAC GT Masters für verschiedene Teams zu jeweils einem Rennwochenende an.

### Langstreckenrennen
Dennis Lind fuhr 2019 und 2020 in mehreren Langstreckenrennen der 24H GT Series. Beim 24-Stunden-Rennen von Dubai wurde er 2019 Fünfter in der A6-Am-Wertung.
Beim 12-Stunden-Rennen von Bathurst startete er 2020 in der Klasse A für GT3-Profi-Rennfahrer.

### Simracing
Von 2017 bis 2020 trat Lind in verschiedenen Simracing-Rennserien an. Seine beste Gesamtplatzierung erreichte 2019 mit dem zweiten Platz in der HC-Wertung der eRacing Langstrecken-Weltmeisterschaft.